# Bob Marley (chanson)
Pour les articles homonymes, voir Bob Marley (homonymie).
Singles de Dadju
Sous contrôle
(2018) Django
(2018)
Clip vidéo
[vidéo] « Bob Marley », sur YouTube
Bob Marley est un single du chanteur français Dadju sorti le 19 janvier 2018 sur le label Polydor. Il est extrait de son premier album Gentleman 2.0. Le titre fait référence au chanteur Bob Marley.
Le single a atteint le top 10 des classements en Belgique (Wallonie) et en France,.

## Clip musical
Le clip comptabilise plus de 208 millions de vues sur YouTube en décembre 2022.

## Classements et certifications
| Classement (2017-18)                     | Meilleure position |
| ---------------------------------------- | ------------------ |
| Belgique (Wallonie Ultratop 50 Singles)  | 6                  |
| Belgique (Wallonie Ultratop 50 Airplay)  | 30                 |
| Belgique (Wallonie Ultratop R&B/Hip-Hop) | 2                  |
| France (SNEP)                            | 3                  |

| Classement (2018)            | Meilleure position |
| ---------------------------- | ------------------ |
| Belgique (Wallonie Ultratop) | 22                 |
| France (SNEP)                | 5                  |

### Certifications
| Pays           | Certification | Ventes certifiées |
| -------------- | ------------- | ----------------- |
| Belgique (BEA) | Or            | 10 000            |
| France (SNEP)  | Diamant       | 233 333           |